# Otto Binswanger
Otto Ludwig Binswanger (Scherzingen, Münsterlingen, Suiza, 14 de octubre de 1852-Kreuzlingen, Suiza, 15 de julio de 1929) fue un psiquiatra, neurobiólogo y neurólogo suizo. Fue catedrático de la Clínica Psiquiátrica de la Universidad de Jena, luego su director y después vicerrector de dicha universidad; su paciente más conocido probablemente haya sido Friedrich Nietzsche. Como periodista se desempeñó como articulista científico del "Deutsche Rundschau" de J. Rodenbergs. Desde 1918 hasta 1929 fue asimismo uno de los supervisores de la fábrica de cemento portland Sächsisch-Thüringische Portland-Cement-Fabrik Prüssing & Co. KG a.A. en Göschwitz, localidad situada -tal como Jena- en el valle del río Saale y rodeada de montañas acantiladas calcáreas.

## Reseña biográfica

### Nacimiento e infancia

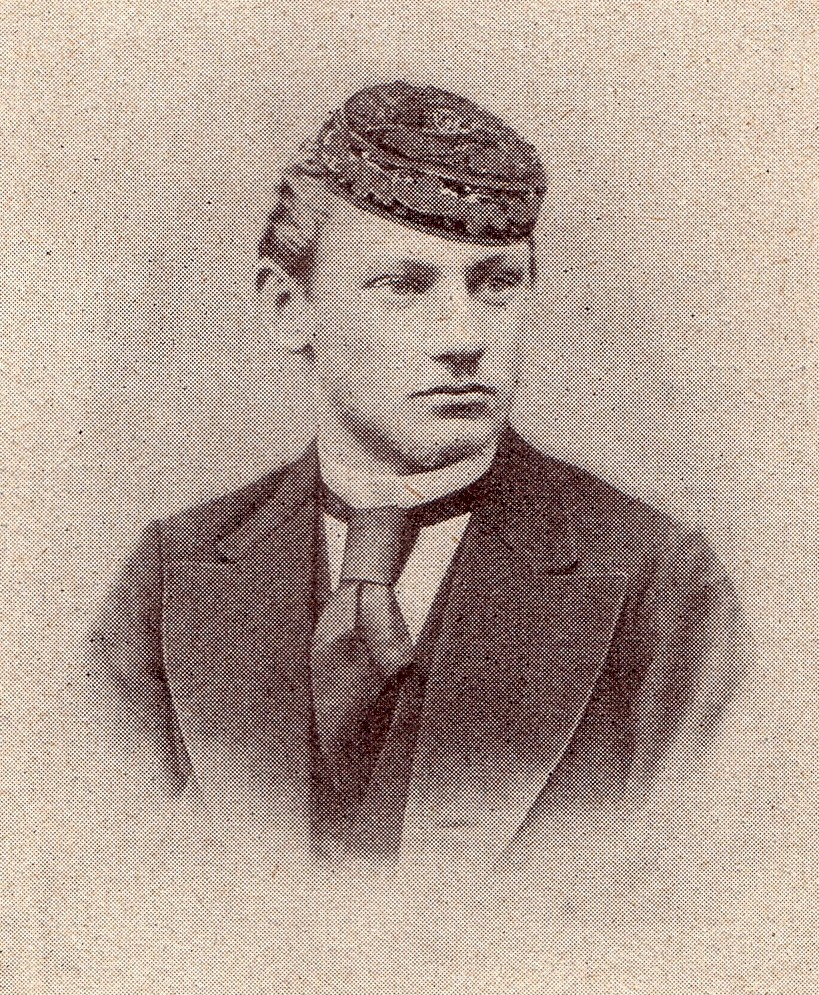
Otto Binswanger en el uniforme de su fraternidad universitaria (como Corpsstudent), hacia 1872. Fuente: Deutsche Corpszeitung 46 (1929/30), página 268.

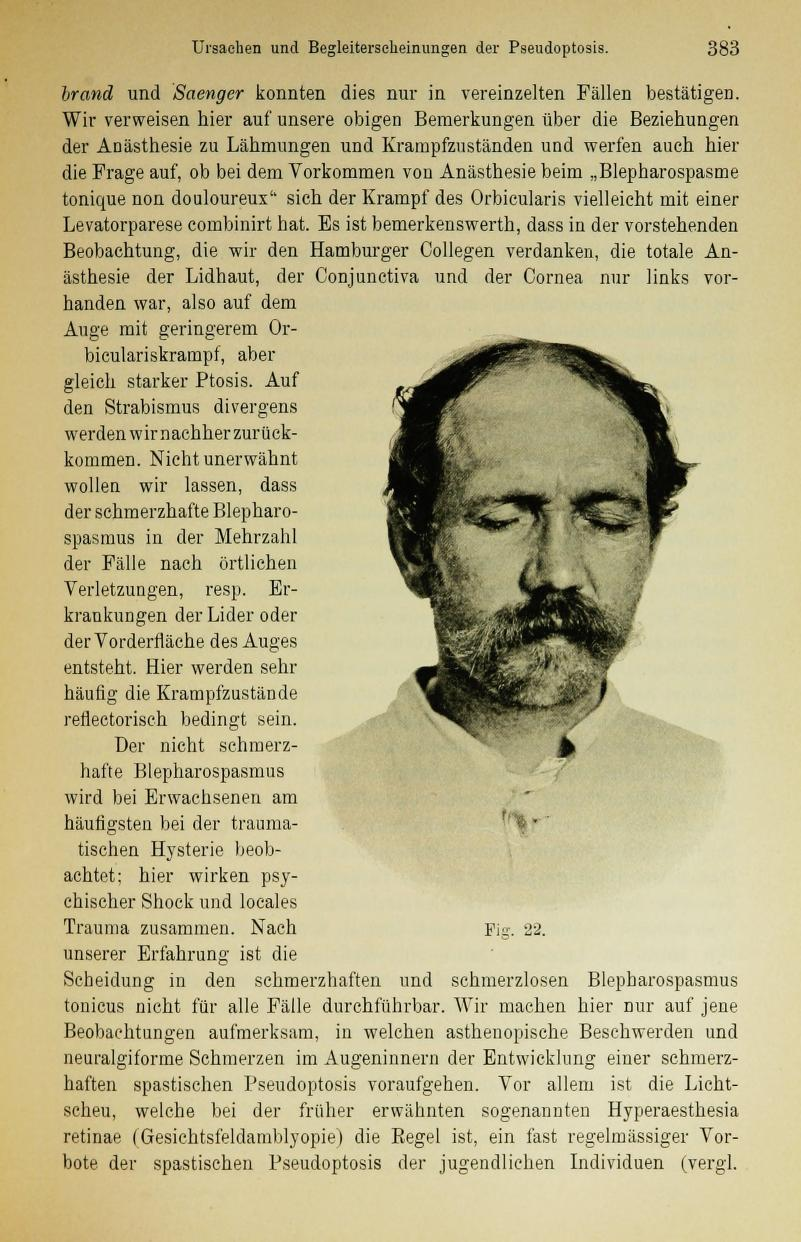
Imagen publicada por Otto Binswanger (1904), Die Hysterie p. 379 n. 20, reutilizada en el test de Szondi, serie 1 imagen 8.

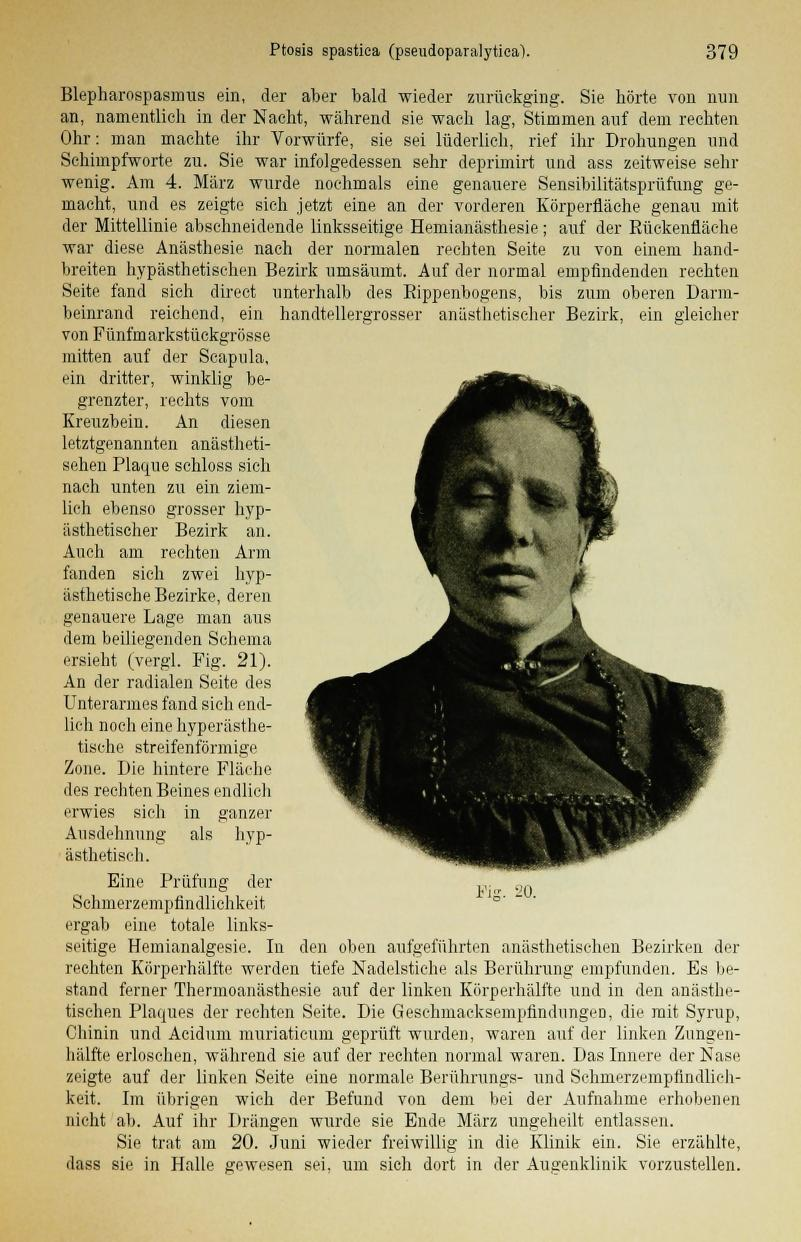
Imagen publicada por Otto Binswanger (1904), Die Hysterie p.379 n. 20, reutilizada en el test de Szondi, serie 2 imagen 1.

Otto Ludwig Binswanger nació en una familia de médicos famosos. Su padre, Ludwig Binswanger "el viejo" (en alemán, Ludwig Binswanger der Ältere o Ludwig Binswanger d.Ä., 1820-1880) fue fundador del renombrado Sanatorium (hospital psiquiátrico, o manicomio) Asyl Bellevue (luego llamado Kuranstalt Bellevue)  en Kreuzlingen, Suiza. A su vez, Otto era hermano de Robert Binswanger (1850-1910), también neuropsiquiatra y director del Kuranstalt Bellevue. Al fallecer Robert, un hijo de este y sobrino de Otto, por nombre Ludwig Binswanger (1881-1966), continuó dirigiendo el ya muy prestigioso manicomio privado; fue uno de los fundadores de la línea existencial del psicoanálisis (Daseinsanalyse) y del movimiento de la Psicología existencial. Otto Binswanger contrajo enlace con Emilie Bädecker (1859-1941), hija de un poderoso mercante y naviero de Bremen, Reinhard Wilhelm Bädecker. Entre otros notables miembros de la familia contábase el fisioterapeuta  Heinrich Averbeck (1844-1889), cuñado de Otto; yerno de Otto fue el industrial Hans-Constantin Paulssen (1892-1984), primer presidente de la Confederación de Asociaciones Patronales Alemanas (Bundesvereinigung der Deutschen Arbeitgeberverbände, o BDA). 

### Carrera profesional
Otto Binswanger estudió medicina en Heidelberg, Estrasburgo y Zúrich. Tras trabajar nueve meses en el Kuranstalt Bellevue del que su padre era propietario, pasó a Viena para especializarse en anatomía y técnica histopatológica cerebral bajo la dirección de Theodor Meynert (1833-1892), a la sazón uno de los más célebres neuroanatomistas y psiquiatras europeos que se esforzaba, asimismo, por mejorar las condiciones del hospital psiquiátrico para hacerlas más humanas. Desde fines de 1877, fue asistente de Ludwig Meyer (1827-1900) en la clínica psiquiátrica de la Universidad de Gotinga, donde se familiarizó con los mínimos imprescindibles de la restricción de los pacientes, en una época en que no se disponía de psicofármacos útiles. Aun luego se desempeñó en el instituto de anatomía patológica dirigido por Emil Ponfick en Breslau, y en 1879 fue designado médico jefe en la clínica psiquiátrica y neurológica dirigida por Karl Friedrich Otto Westphal (1833-1890) en el Hospital de la Charité de Berlín. Allí se "habilitó" para la docencia en 1882 y ese mismo año pasó a Jena. Durante veintisiete años -interrumpìéndolos en 1886 para aprender hipnotismo e hipnoterapia con Jean-Martin Charcot (1825-1893) en París-, fue catedrático ordinario (1891) y luego jefe del departamento de Psicología en la Universidad de Jena entre 1882 y el final de la Primera Gran Guerra en 1919. Allí tuvo entre sus colaboradores a varios neurobiólogos y neurólogos jóvenes, como Theodor Ziehen (1862–1950), Oskar Vogt (1870–1959), Korbinian Brodmann (1868–1918) y Hans Berger (1873–1941). En 1911 fue designado uno de los rectores (Prorektor) de la Universidad de Jena y Consejero Médico del Rectorado (Geheimer Medizinalrat). Asimismo se desempeñó largamente como miembro de la Sociedad Fisiográfica Real (Königliche Physiographische Gesellschaft) en Lund.
Binswanger se forjó reputación internacional como clínico; a su impulso se debe buena parte del desarrollo independiente de la psiquiatría de la infancia y la adolescencia. En el Manicomio de Niños y Jóvenes (Kinder- und Jugendsanatorium) de Jena impulsó la aplicación del cuidado social y la psicopedagogía habilitatoria de Johannes Trüper (1855-1921). Durante la Gran Guerra fue consultor experto del ejército, ocupándose de los hospitales de campaña y lazaretos. Sus publicaciones son más de un centenar; el historiador de la medicina Werner Leibbrand (1896-1974) pudo consultar 119, cantidad muy importante para los criterios de entonces. Incluyen varios trabajos científicos mayores sobre la epilepsia, la neurastenia y la histeria, y un famoso Tratado de Psiquiatría (Lehrbuch der Psychiatrie) publicado en 1904 que redactó en colaboración con Ernst Siemerling (1857-1931). En Iberoamérica influyó especialmente a través de Lanfranco Ciampi, Gonzalo Bosch y Braulio Aurelio Moyano. Su tratado de 1899 sobre la epilepsia (Die Epilepsie) sentó pautas profesionales para el entendimiento y tratamiento de esa enfermedad., Su labor neurobiológica e histopatológica investigó las similitudes y diferencias entre la parálisis general progresiva o PGP tanto parética como tabética (véase Neurosífilis, desarrollo cuaternario o de la cuarta etapa de la sífilis) y otras formas de enfermedad mental de base orgánica.

### Principales aportes clínicos
En 1894 describió el cuadro clínico de una nueva encefalopatía que denominó "encephalitis subcorticalis chronica progressiva" y posteriormente se tornó epónima, conociéndosela hoy como "Encefalopatía de Binswanger" o, descriptivamente, encefalopatía arterioesclerótica subcortical (en alemán, Subkortikale arteriosklerotische Enzephalopathie o SAE); se trata de una demencia subcortical que -tal como toda demencia- se manifiesta con amnesia y pérdida de las facultades intelectuales. 
Entre sus pacientes célebres, aparte del ya mencionado filósofo Nietzsche, figuran los literatos alemanes Hans Fallada y Johannes R. Becher.,